# 日本学生海外移住連盟
日本学生海外移住連盟（にほん がくせい かいがい いじゅう れんめい、英: Japan Student Federation for the Studies of Migration & Foreign Affairs、略称：学移連・ガクイレン）とは、学生の海外渡航が困難であった昭和30年（1955年）に設立され、外務省の支援を受けて海外移住や海外事情の研究を行い、南米やカナダなどに学生を派遣し、実習調査を毎年行っていた大学生の団体である。

## 概要
昭和30年（1955年）6月25日に衆議院議員会館において設立総会が開催され、麻布獣医大学、神奈川大学、神戸大学、上智大学、拓殖大学、中央大学、天理大学、東京農業大学、日本大学、早稲田大学から30数名が出席して発足した。時を同じくして、東京大学の海外研究会を中心とした旧帝大系の大学生が設立の準備を進めていた組織と合流して一本化した。
その後、外務省の補助金の交付もあり本格的に活動を開始した。
社会的な背景もあって加盟校も増え関西支部も設立され、「南米学生親善使節団」を派遣するに至った。これを踏まえて昭和35年（1960年）10月には「第一次南米学生実習調査団」12名を派遣した。実習調査とは現代的にはインターンシップともいうべきもので、東京農業大学の杉野忠夫教授が提唱した「ワーク　ビフォー　スタディ（work before study）」という指導に則り、ブラジルなどで現地の企業、農場等で実際に働きながら研究、調査を行った。
実習調査団はその後35年間にわたり300名以上が海外各地に派遣されたが、日本のグローバル化の進展に伴い、大学生の海外渡航の自由化、意識の変化もあって平成9年（1997年）に連盟としての組織活動を休止した。

## 設立趣意書（抜粋）
「日本の海外発展とその維持とは単に国内問題として取り扱われるべきではなく、国際的視野のもとに世界人類、特に次の世代を担う学生の連繋協力によって解決しなければならない。－中略―自然には国境がなく、人類の間に本来何等の確執もあるべき筈はない。否、全人類総てが相携えその生活の向上と文化の建設とに努力すべき責務を有するものであります。然るに海外移住に関する研究とその推進とに関し、学生間に於いて従来その全国的提携、協力が極めて欠ける点の多かったことに鑑み、茲に各大学有志の賛成を得て、世界平和を祈念しつつ、日本学生海外移住連盟を設立せんとするものであります。」

## 組織運営
本部事務所は東京の海外移住団体の中に置かれたが、当初は溜池の日本海外協会連合会（海協連）、その後四谷の海外移住事業団、そして国際協力事業団発足に伴い市ヶ谷本村町に置かれた。
また、加盟大学の指導教授による顧問教授会も設置され、初代会長は杉野忠夫教授（東京農業大学）、二代は後藤連一教授（日本大学）、三代は津川安正助教授（東京農業大学）が務めた。

## 沿革
- 1955年 6月　衆議院第二議員会館での設立総会で発足[1]
- 1957年 3月　関西支部設立
- 1959年 9月　朝日新聞社後援の元、「『南米』講演会」開催[2]
- 1959年12月　南米学生親善使節団3名出発
- 1960年10月　第一次南米学生実習調査団12名出発（以降十次団まで）
- 1967年 6月　第一次カナダ学生実習調査団11名出発（以降三次団まで）
- 1970年 5月　第一次海外学生総合実習調査団18名出発（以降二十五次団まで）
- 1970年10月　個人加盟制度導入
- 1993年 3月　外務省助成金停止[3]
- 1997年 3月　第48期本部活動停止（JICA内の本部事務所を撤収）

## 加盟校（順不同）
北海道大学、弘前大学、岩手大学、秋田大学、宮城農業短期大学、宇都宮大学、埼玉大学、亜細亜大学、青山学院大学、学習院大学、慶応義塾大学、工学院大学、国際基督教大学、上智大学、拓殖大学、玉川大学、中央大学、東海大学、東京大学、東京外国語大学、東京教育大学、東京水産大学、東京農業大学、日本大学、明治大学、立教大学、立正大学、早稲田大学、神奈川大学、相模女子大学、新潟大学、静岡大学、南山大学、名城大学、三重大学、天理大学、奈良女子大学、京都大学、京都外国語大学、西京大学、関西大学、関西学院大学、大阪外国語大学、大阪府立大学、神戸大学、神戸市外国語大学、甲南大学、兵庫農科大学、香川大学、広島農業短期大学、鳥取大学、島根農科大学、九州大学、北九州大学、熊本商科大学、鹿児島大学、琉球大学、帯広畜産大学、月寒学院、酪農学園大学、鯉渕学園、獨協大学、国際商科大学、東京農工大学、東京理科大学、建設大学校、金沢工業大学、大阪商業大学、関西外国語大学、近畿大学、南九州大学、青山女子短期大学

## 日本学生海外移住連盟OB会活動について
ブラジル・サンパウロ市では移住したOBが現地OB会を立ち上げて長年活動してきたが、日本でも平成23年にOB会が設立され、東京・新橋の（株）アルファインテル南米交流社内に事務局が設置され、毎年総会、講演会、交流会等の活動を行い、神戸市にも西日本支部が事務所を設置している。
- 1969年 1月　東京にて全国のOBが100名以上集う
- 1985年 9月　東京にて創立30周年記念大会を開催し、記念誌を発行
- 2008年11月　ブラジル訪問団を結成して現地OBと交流
- 2010年 7月　東京にてOB会設立準備委員会発足、同事務局を設置
- 2011年 6月　横浜にて第1回OB会全国総会開催（OB会設立大会）
- 2011年10月　京都にてOB会西日本支部発足
- 2012年 6月　横浜にて第2回OB会全国総会開催
- 2013年 5月　カナダ訪問団を結成して現地OBと交流
- 2013年 6月　神戸にて第3回OB会全国総会開催
- 2014年 6月　横浜にて第4回OB会全国大会開催
- 2014年 6月　南米訪問団を結成してサンパウロ慰霊祭に参加
- 2015年 6月　横浜にて第5回OB会全国大会（創立60周年記念大会）開催
- 2016年 5月　熊本震災被災OB支援活動
- 2016年 7月　京都にて第6回OB会全国大会開催（全国22の大学OB含む約120名が参加）[5]
- 2016年11月　熊本商科大学にて九州地区大会開催
- 2017年 6月　横浜にて第7回OB会全国大会開催
- 2018年 2月　横浜にて第1回学移連ヒストリア（連盟史回顧）を開催
- 2018年 6月　横浜にて第8回OB会全国大会開催
- 2018年11月　北伯（ブラジル・アマゾン）訪問団を結成し、現地OBと交流
- 2019年 2月　横浜にて第2回学移連ヒストリアを開催
- 2019年 6月　神戸にて第9回OB会全国大会開催
- 2019年 9月　第2回カナダ訪問団を結成し、現地OBと交流